# 楠団地

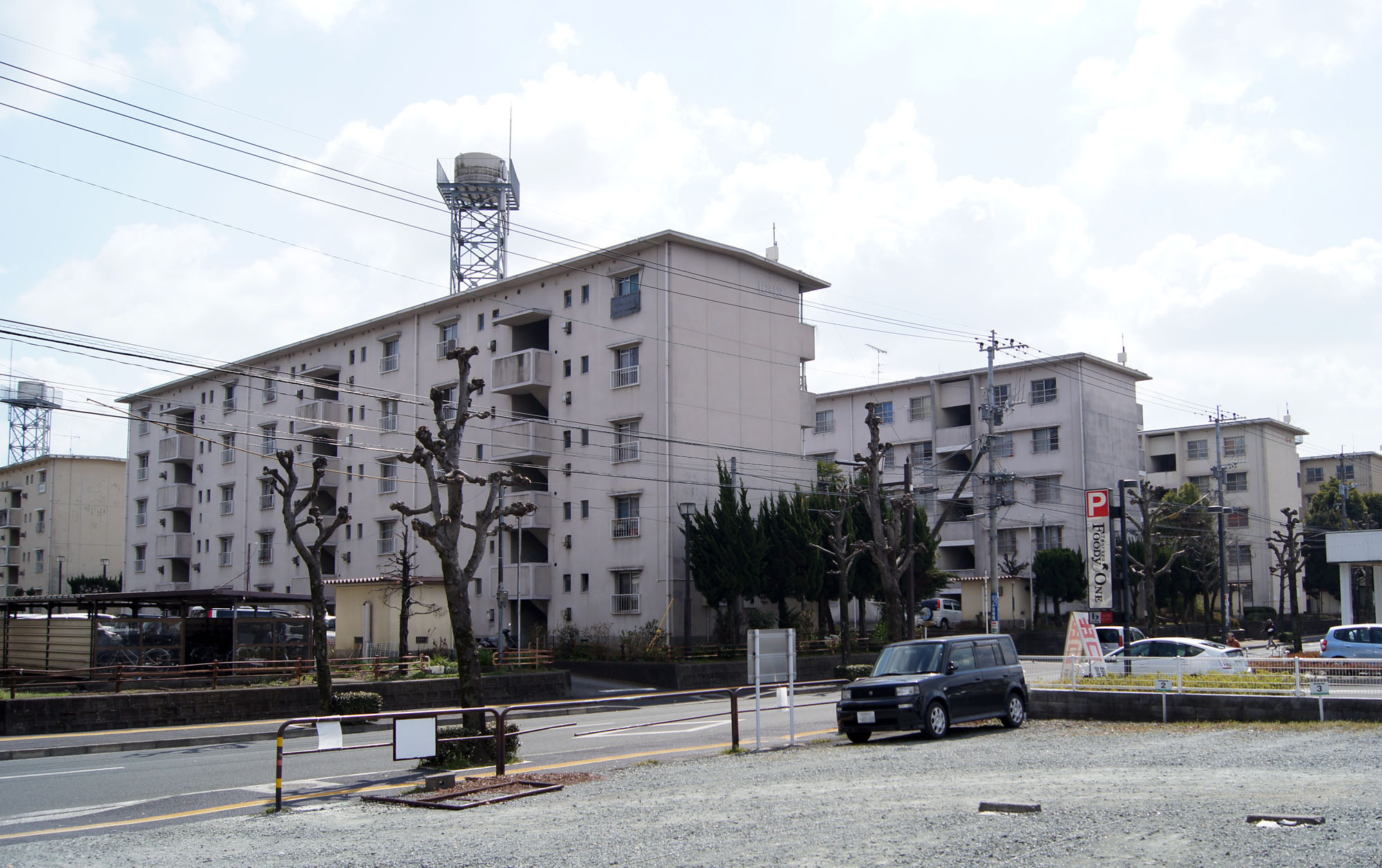
3丁目付近

楠団地（くすのきだんち）は、熊本県熊本市北区楠にある住宅団地。熊本市のベッドタウンであり、熊本市営の公団が大部分を占める。団地内に熊本市立楠小学校、楠中学校がある。
総戸数は約1350。熊本市の中でも最大規模を誇る。
本項では、楠地区や隣の楡木地区についても説明する。

## 区域
楠1 - 5丁目に建設されている。また、楠7丁目に楠第二団地がある。こちらの総戸数は150。

## 交通
産交バス・電鉄バスの路線が頻繁に走っている。バス停は楠・楡木地区を合わせて12あり、熊本市内中心部や武蔵ヶ丘・光の森・杉並台・泉ヶ丘を結ぶ路線が通っている。
また、JR豊肥本線の武蔵塚駅や高速バスの武蔵ヶ丘バスストップも近いため、交通の便はかなり良い。

### バス路線
産交…九州産交バス、電鉄…熊本電鉄バス
- E2（産交・電鉄）[3][4]： 西部車庫 ～ 蓮台寺 ～ 熊本駅 ～ 桜町バスターミナル（以下、桜町BTと略） ～ 通町筋 ～ 藤崎宮 ～ 子飼橋 ～ 熊本大学 ～ 竜田口駅 ～ 上立田 ～ 二里木 ～ 高杉 ～ 楠団地 ～ 武蔵ヶ丘中央 ～ 武蔵ヶ丘車庫／ゆめタウン光の森 ～ 光の森駅
- C6ｰ5（電鉄）： 桜町BT ～ 通町筋 ～ 藤崎宮 ～ 三軒町 ～ 北熊本 ～ 堀川 ～ 新地 ～ 北高入口 ～ 楠団地 ～ 武蔵ヶ丘中央 ～ 武蔵ヶ丘車庫 ～ 泉ヶ丘 ～ 下群（早朝の下り1本のみ運転）
- C7/C9（電鉄）： 熊本駅[5] ～ 桜町BT ～ 通町筋 ～ 藤崎宮 ～ 三軒町 ～ 北津留 ～ 清水ヶ丘 ～ 岩倉台団地（一部の便が経由、この場合枝番は7となる） ～ 山の下 ～ 北高入口または麻生田小（北高入口経由はC9、麻生田小経由はC7） ～ 楠団地 ～ 武蔵ヶ丘中央 ～ ゆめタウン光の森 ～ 光の森駅・武蔵ヶ丘車庫 ～ 杉並台・泉ヶ丘 ～ 下群
- 無番： 竜田口駅 ～ （北バイパス経由） ～ 北高校 ～ 楠団地[6]

## 周辺

### 教育施設
- 熊本市立楠小学校
- 熊本市立楡木小学校
- 熊本市立楠中学校

### 交通施設
- 武蔵塚駅
- 熊本北バイパス
- 九州自動車道武蔵ヶ丘バスストップ

かつては、二里木・子飼線専用のバスターミナルが存在したが、当バス路線の延伸・減便に伴い、2015年12月に閉鎖・解体されている（なお、跡地にはバス待合室を併設したドラッグストアのマツモトキヨシが2017年4月21日に開店した）。

### その他
- 鶴屋フーディーワン楠店（スーパーマーケット）
- スーパーキッド楠店
- ゆめマート龍田（旧・楠店）
- 熊本楠郵便局
- マツモトキヨシ楠店